# James Scott (cestista)
James Lamont Scott (Paterson, 6 giugno 1972) è un ex cestista statunitense, professionista nella NBA, in Francia e in Venezuela.